# 1737
Перша наукова революція •  Глухівський період в історії Гетьманщини •  Російська імперія

## Геополітична ситуація
Османську імперію очолює Махмуд I (до 1754). Під владою османського султана перебувають Близький Схід та Єгипет, Середземноморське узбережжя Північної Африки, частина Закавказзя, значні території в Європі: Греція, Болгарія і Сербія. Васалами османів є Волощина та Молдавія.
Священна Римська імперія охоплює, крім німецьких земель, Угорщину з Хорватією, Трансильванію, Богемію, Північ Італії, Австрійські Нідерланди. Її імператор — Карл VI Габсбург (до 1740). Король Пруссії — Фрідріх-Вільгельм I (до 1740).
На передові позиції в Європі вийшла Франція, якою править Людовик XV (до 1774). Франція має колонії в Північній Америці та Індії.
Король Іспанії — Філіп V з династії Бурбонів (до 1746). Королівству Іспанія належать південь Італії, Нова Іспанія, Нова Гранада та Віце-королівство Перу в Америці, Філіппіни. Королем Португалії є Жуан V (до 1750). Португалія має володіння в Бразилії, в Африці, в Індії, в Індійському океані й Індонезії.
Північ Нідерландів займає Республіка Об'єднаних провінцій. Вона має колонії в Північній Америці, Індонезії, на Формозі та на Цейлоні. Великою Британією править Георг II (до 1760). Британія має колонії в Північній Америці, на Карибах та в Індії. Король Данії та Норвегії — Крістіан VI (до 1746), на шведському троні сидить Фредерік I (до 1751). На Апеннінському півострові незалежні Венеціанська республіка та Папська область. У Речі Посполитій королює Август III Фрідріх (до 1763). На троні Російської імперії сидить Анна Іванівна (до 1740).
Україну розділено по Дніпру між Річчю Посполитою та Російською імперією. Управління Лівобережною Україною здійснює Правління гетьманського уряду. Нова Січ є пристановищем козаків. Існує Кримське ханство, якому підвладна Ногайська орда.
В Ірані при владі династія Афшаридів.
Значними державами Індостану є Імперія Великих Моголів, Імперія Маратха. В Китаї править Династія Цін. У Японії триває період Едо.

## Події

### В Україні
- Козаки взяли участь у другому кримському поході російської армії, який завершився відступом через нестачу постачання.
- Немирівський конгрес не дав результатів.
- Улітку російська армія захопила Очаків.
- Восени турецька армія здійснила спробу відбити Очаків.

### У світі
- Завершилася Іспансько-португальська війна (1735–1737).
- Іспанія та Священна Римська імперія підписали документ про передачу територій. Священна Римська імперія отримала Велике герцогство Тосканське і герцогство Парма, а дон Карлос отримав королівство Обох Сицилій.
- Росія та Австрія уклали таємну угоду проти турків, внаслідок якої Австрія ув'язалась з поганими наслідками в російсько-турецьку війну.
  - 12 липня Австрія приєдналася до Росії у війні.
  - 4 серпня австрійські війська програли туркам битву при Баня-Луці.
- Маратхи завдали поразки моголам у битві біля Делі.
- Маратський пешва Баджі Рао I виграв Бхопальську битву.
- Надер Шах взяв в облогу Кандагар і змусив пуштунів здатися.
- Помер Джан Гастоне Медічі, останній представник впливового роду.
- Колонія Пеннсильванія придбала у індіанців ленапе 1,2 млн акрів землі.

### Наука та культура
- Джеймс Бредлі відкрив нутацію земної осі.
- Руйнівний тропічний циклон в Індії, який довгий час ототожнювали із землетрусом[1][2]
- Леонард Ейлер доказав розбіжність суми обернених простих чисел.
- Відкрився театр Сан-Карло в Неаполі.
- Мати Божа Гваделупська проголошена святою покровителькою Мексики.

## Народились
див. також Категорія:Народились 1737
- 8 травня — Едуард Гіббон, англійський історик;
- 5 серпня — Антоніо Франконі, імпресаріо, який створив французький цирк;
- 9 вересня — Луїджі Гальвані, італійський фізик і фізіолог;

## Померли
див. також Категорія:Померли 1737
- 4 травня — Фердинанд Кеттлер, герцог Курляндії і Семигалії.